# 北美聖草
北美聖草（學名：Eriodictyon californicum），又名Yerba santa（在西班牙語中意為“神聖的藥草”）、肺疾神草（consumptive's weed）、熊兒草（bear weed）、山香脂／山樹脂（mountain balm）。原產於北美地區（美國加利福尼亞州、奧勒岡州及墨西哥北部山區）。
Eriodictyon一字源於希臘語，意為“毛茸茸的”，用以描述其多毛的葉面。

## 形態特徵
北美聖草是一種常青灌木，通常可生長至1公尺（3－4英呎）以上的高度。
開小花，略呈吊鐘型，有五片花瓣，呈白色或淡紫色，每朵花寬約1到2公分。

## 用途
加州的印地安人使用此藥的歷史已久。他們相信，焚燒北美聖草可以驅趕疾病，使病人恢復健康。
其乾燥葉在歷史上常用來治療氣喘、上呼吸道感染以及過敏性鼻炎。
本品經常被作為某些製劑（例如含奎寧的製劑）的矯味劑以掩飾苦味，也可作為刺激性袪痰劑。
北美聖草的葉子富含樹脂，具有保水的功能。因此它的萃取物被廣泛用於化妝品與保養品中，成為一種保濕成分。又有強效抗氧化力，還能抗輻射，抵禦外在環境的攻擊。

## 成分
本品含有下列成分：
- 樹脂
- 聖草酚／聖草素（Eriodictyol，聖草苷的糖苷配基）
- Xanthoeriodictyol
- Chrysoeriodictyol
- Homoeriodictyol
- 聖草酸（Eriodictyonic acid）
- 甲酸
- 丁酸
- 揮發油
- 鞣質

## 外部連結
- USDA Plants Profile: Eriodictyon californicum（页面存档备份，存于）
- Eriodictyon californicum Photo gallery（页面存档备份，存于）